# Danmark under 1. verdenskrig
Under 1. verdenskrig (1914-1918) opretholdt Danmark i alle krigsårene sin neutrale stilling. Erik Scavenius var udenrigsminister under hele 1. verdenskrig og spillede hovedrollen i bestræbelserne på at få de krigsførende til at acceptere den danske neutralitetspolitik og holde Danmark uden for krigen.
Ved krigsudbruddet fandt ingen mobilisering sted. Man indkaldte i stedet sikringsstyrken. Størsteparten af dennes 58.000 soldater bemandede Københavns befæstning, herunder Tunestillingen, der blev anlagt fra 1915 og fremefter. Regeringen bøjede sig efter pres fra Tyskland, og lod udlægge søminer i danske farvande med stiltiende britisk accept, på trods at Danmark var folkeretligt forpligtet til at holde dem åbne. Under den første verdenskrig deltog mere end 30.000 dansksindede slesvigere i tysk krigstjeneste, eftersom Slesvig, hertugdømmet mellem Kongeåen og Ejderen, var under tysk herredømme i årene 1864-1920. Ca. 5000 døde. Desuden blev 275 danske handelsskibe sænket, og ca. 700 danske søfolk omkom.
Danmarks samfundsøkonomi blev kraftigt reguleret gennem Augustlovene i 1914 og Prisreguleringskommissionen, der sad indtil 1921. Landet opretholdt handel med begge krigens parter, og var et blandt flere neutrale lande, som eksporterede kødkonserves til de tyske tropper. Spekulanter tjente store formuer på hastigt voksende konservesfabrikation af oftest middelmådig kvalitet, hvilket skaffede dem det folkelige øgenavn gullaschbaroner. Perioden 1917-1918 gav en indtrådt varemangel anledning til den første danske udstedelse af rationeringsmærker til daglige fødevarer. I disse år opstod der en betydelig social og politisk uro. Den spanske syge var en epidemi, der under krigen ramte Europas civilbefolkninger meget hårdt, og som i Danmark kostede omkring 12.000 menneskeliv, heraf en del børn og unge. Det tyske sammenbrud i 1918 og bestemmelser i Versaillestraktaten fra 1919 muliggjorde et forløb, der via en international grænsekommission og zoneopdelte folkeafstemninger førte til Sønderjyllands genforening med Danmark i 1920 og dermed til fastlæggelsen af den nuværende dansk-tyske grænse.

## H.N. Andersens fredsforsøg
I 1914-15 forsøgte ØK-direktøren H.N. Andersen uden held at få en fred i stand. Han henvendte sig primært til England, Tyskland og Rusland, men kun Tyskland viste forslaget egentlig interesse. Tyskerne var dog opsat på en tysk-russisk separatfred, mens Andersen håbede på krigens fuldstændige ophør.

## Sønderjyderne under 1. verdenskrig
Under 1. verdenskrig deltog mere end 30.000 dansksindede sønderjyder i tysk krigstjeneste, eftersom Sønderjylland mellem Kongeåen og Ejderen kom under tysk herredømme i årene 1864-1920 som følge af udfaldet ved 1864-krigen. I alt faldt der omkring 5.300 mænd fra det sønderjyske område i tysk krigstjeneste. Tallet omfatter også dansksindede sønderjyder fra Sydslesvig 
1. verdenskrig havde meget store omkostninger for den danske folkegruppe i Slesvig-Holsten. Der findes talrige brevsamlinger, hvor unge sønderjyder fortæller deres oplevelser under kanonild, giftgasangreb og stormløb mod fjendens maskingeværild. Tabene kan bevidnes af mindesten og mindelunde på mange af kirkegårdene i Sønderjylland. En af de mest kendte litterære beskrivelse af dette er Erich Maria Remarques roman Intet nyt fra Vestfronten i 1929. Remarque deltog desuden selv i krigen og blev flere gange såret. 
For befolkningen i Sønderjylland var oplevelsen af krigen en helt anden, end den var for danskere nord for Kongeåen, eftersom Danmark var neutral under krigen. Sønderjyske krigsdeltagere kæmpede i det tyske militær over det meste af verden, blandt andet på vestfronten, i skyttegravene i Frankrig og Belgien, på østfronten, på Balkan, i Afrika og i den tyske flåde i Østersøen og Nordsøen.
Størstedelen af sønderjyderne, som deltog på Tysklands side under krigen, var dansksindede.De var ikke de eneste, der havde et dobbelttydigt forhold til den stat, som de kæmpede for. Det gjaldt for eksempel adskillige nationale mindretal i Østrig-Ungarn, i Rusland og for de kolonitropper, som kæmpede i den franske hær. I Tyskland var der ud over de dansksindede, også et fransk og et polsk mindretal, begge større end det danske.
Nedenfor ses et eksempel på feltpost fra sønderjysk soldat under 1. verdenskrig sendt i februar 1917.
- Forside
- Brevet
- Bagside

## Mindeparken i Århus
I Mindeparken ved Marselisborg Slot ved Århus blev der i 1934 indviet et monument for de faldne danskere under den 1. verdenskrig, en stor cirkulær mur, som er bygget ind i terrænet. Indersiden er beklædt med kalksten fra Frankrig, hvor mange af kampene fandt sted. I kalkstenen er indhugget 4.140 navne på faldne danskere samt relieffer, der skildrer "Udmarchen", "Kampen", "Freden" og "Hjemkomsten".

## 100-året for verdenskrigen i Danmark
I flere af de lande, som var krigsførende under verdenskrigen, er begivenhederne stadig så tæt på, at der er dannet nationale komiteer, som vil være ramme om arrangementer til minde om verdenskrigen og dens mange ofre. Danmark var som bekendt ikke-krigsførende, og der er ikke fra officiel dansk side taget initiativ til at mindes katastrofen nationalt. Men et nyt museum om Danmarks rolle under 1. Verdenskrig ser dagens lys den 6. august og markerer 100 året for begyndelsen af krigen. Museet Mosede Fort åbner med udstillingen "På kanten af krig - neutralitet mellem krig og velfærd", og fortet ligger ved stranden i Køge Bugt i Greve tæt ved Karlslunde station. Desuden har arrangøren af historiske festivaler Golden Days første verdenskrig som tema i dagene 5. -21. september 2014 under overskriften ”1914 og porten til det moderne Europa”. 
Europeana, EU's digitale kulturportal, tog i 2010 initiativ til en række fælles projekter med tilknytning til første verdenskrig, hvoraf de vigtigste er ”Europeana Film Gateway” (om film), ”Europeana 1914-1918” (om indsamling af privat materiale) og ”Europeana Collections 1914-1918 (digitalisering af nationalbibliotekernes samlinger). Det Danske Filminstitut har deltaget i "Europeana Film Gateway" og digitaliseret hvad der findes af levende billeder i deres samlinger vedr. verdenskrigen. Kulturstyrelsen har deltaget i "Europeana 1914-1918" og koordineret indsamling til lokalarkiverne af, hvad der stadig måtte findes i gemmerne af private breve, fotografier, souvenirs, dagbøger, personlige beretninger osv. Det Kongelige Bibliotek har været partner i "Europeana Collections 1914-1918"og har digitaliseret billeder, kort, bøger og småtryk fra perioden, i alt mere end 155.000 sider. Danmark har den tætteste berøring til verdenskrigen via de dansksindede nordslesvigere (sønderjyder) som var tvunget til at deltage i krigen på tysk side. Her står Museum Sønderjylland (Sønderborg Slot) centralt med bl.a. udstillinger, arrangementer og indsamling af private breve. Især Sønderjyllands genforening med Danmark i 1920 forventes at blive et meget stort emne.

## Marinen
Krydserkorvetten Valkyrien fra 1888 var stationsskib i Dansk Vestindien fra november 1915 til øernes overdragelse d. 31. marts 1917. Efter krigen sejlede Valkyrien til Alexandria, for at hjemføre tyske krigsfanger fra Sønderjylland.